# Margarida Maria Alacoque
Margarida Maria de Alacoque VSM (Verosvres, 22 de julho de 1647 – Paray-le-Monial, 17 de Outubro de 1690) foi uma monja visitandina, mística cristã, santa católica e a famosa vidente do Sagrado Coração de Jesus.

## Vida
Margarida nasceu no dia 22 de julho de 1647 em Verosvres, na Borgonha (França). Seu pai, Claudio de Alacoque, juiz e tabelião, morreu quando Margarida ainda era muito jovem. Após a morte do pai, foi morar com o tio, Toussant.  Ela e a mãe, Felizberta de Alacoque sofreram com essa mudança. Margarida conheceu então a humilhação da necessidade, vivendo ao capricho de parentes pouco generosos e nada propensos a consentir que ela realizasse o seu desejo de fechar-se no convento.

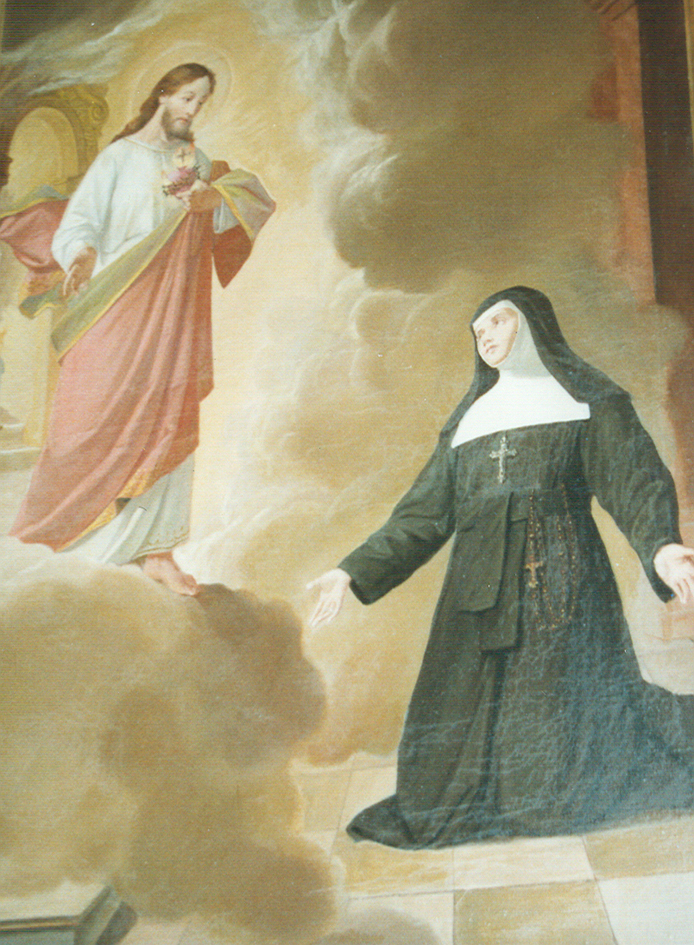
A aparição do Sagrado Coração de Jesus a Santa Margarida Maria de Alacoque em Paray-le-Monial

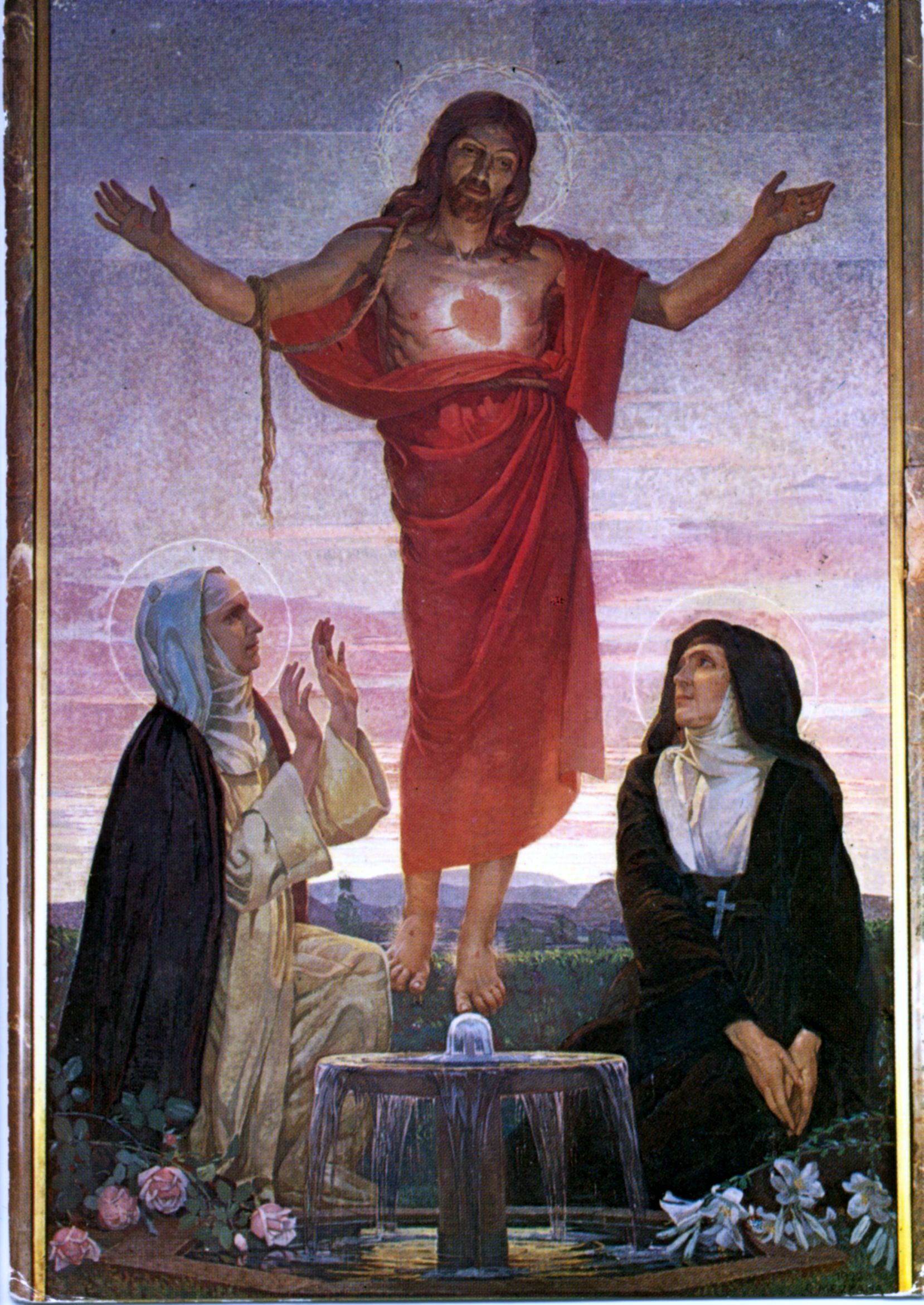
Pintura com a Beata Maria do Divino Coração e Santa Margarida Maria de Alacoque em adoração ao Sagrado Coração de Jesus.

Recebeu a comunhão aos nove anos e aos 22, a confirmação, para a qual quis preparar-se com confissão geral. (Ficou quinze dias preparando-se, escrevendo num caderninho a grande lista de seus pecados e faltas, para ler depois ao confessor).  
Na festividade de São João Evangelista de 1673, tinha, então, vinte e seis anos, a Irmã Margarida Maria, recolhida em oração diante do Santíssimo Sacramento, teve, de acordo com o seu próprio testemunho,  o singular privilégio da primeira manifestação visível de Jesus, que se repetiria por outros dois anos, todas as primeiras sextas-feira do mês. 
Em 1675, durante a oitava do Corpo de Deus,teve uma visão de Jesus manifestando-se-lhe com o peito aberto, que apontando com o dedo seu coração, exclamou:
"Eis o Coração que tem amado tanto aos homens a ponto de nada poupar até exaurir-se e consumir-se para demonstrar-lhes o seu amor. E em reconhecimento não recebo senão ingratidão da maior parte deles".

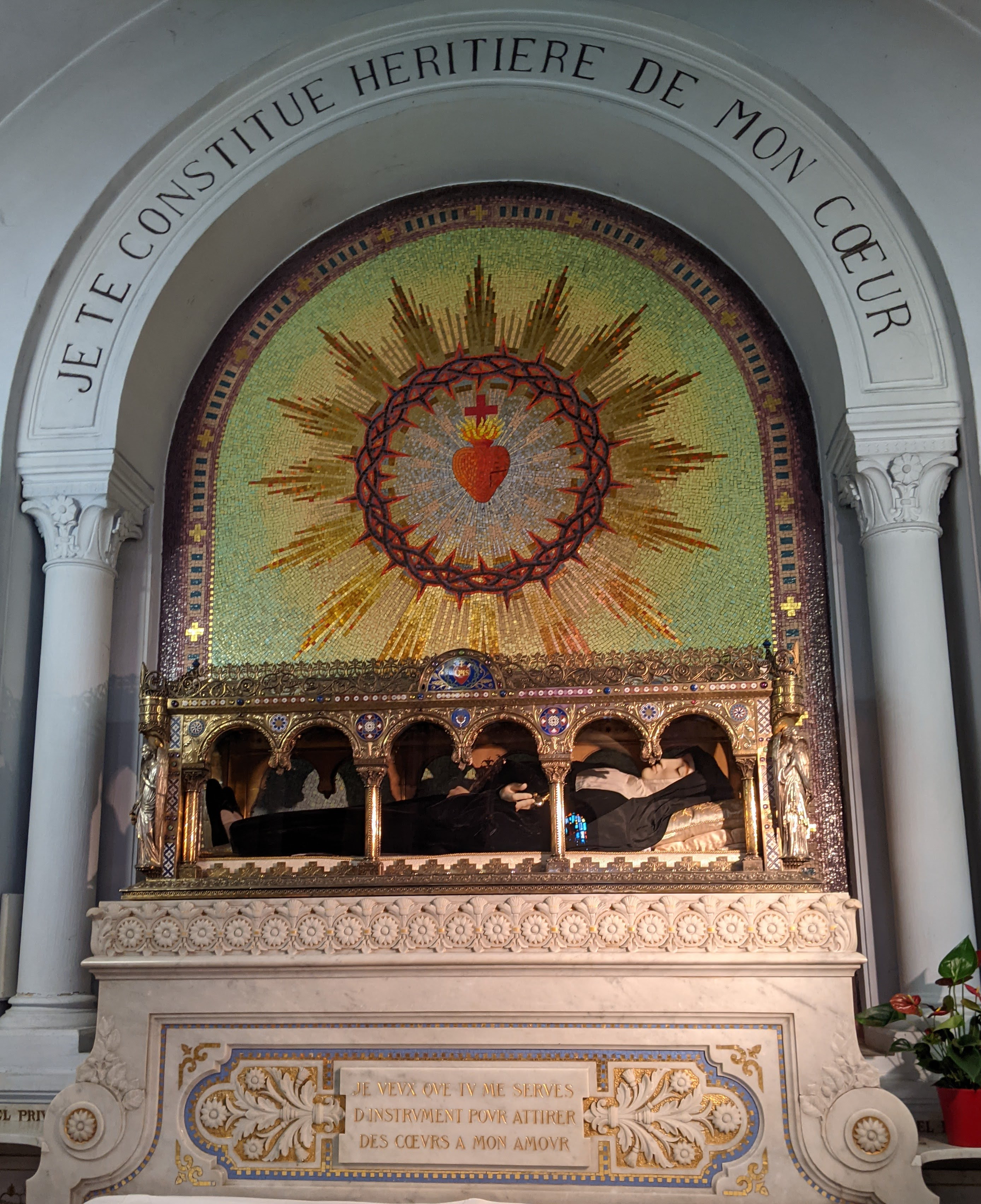
Túmulo de Santa Margarida Maria de Alacoque exposto para veneração pública em Paray-le-Monial, França.

Margarida já fazia um ano que vestira o hábito religioso das monjas da Ordem da Visitação de Santa Maria em Paray-le-Monial. No último período de sua vida, foi nomeada mestra das noviças. Teve a consolação de ver propagar-se a devoção ao Sagrado Coração de Jesus e viu os próprios opositores de outrora transformarem-se. 
Leão XIII, em 1889, consagrou o mundo ao Sagrado Coração de Jesus e o Papa Pio XII, meio século depois, em suas encíclicas, recomendou esta devoção que nos leva ao encontro do Coração Eucarístico de Jesus. Ainda antes, em 1856, o Papa Pio IX já prescrevia a festa, que já era uma tradição franciscana, para toda a Igreja. 
Faleceu em 17 de Outubro de 1690, aos 43 anos de idade. 
Foi canonizada pelo Papa Bento XV em 1920, mas a data da sua festa foi antecipada por um dia para não coincidir com a de Santo Inácio de Antioquia.